# Polski kościół św. Pawła w Leicesterze
Kościół Św. Pawła – polski kościół katolicki w mieście Leicester w Wielkiej Brytanii położony przy ulicy Wakerley Road.
Polska wspólnota katolicka powstała po II wojnie światowej w 1948 roku. W mieście przebywali żołnierze, wraz z rodzinami, którzy nie zdecydowali się na powrót do Polski.
Msze święte w języku polskim celebrowane są codziennie.
Proboszczem parafii jest ks. prałat Ireneusz Maraszkiewicz.
Przy kościele znajduje się Polska Szkoła Przedmiotów Ojczystych założona w 1953 roku dzięki staraniom koła rodzicielskiego.